# Südafrikanische Cricket-Nationalmannschaft in England in der Saison 2008
Die Tour der südafrikanischen Cricket-Nationalmannschaft nach England in der Saison 2008 fand vom 29. Juni bis zum 4. September 2008 statt. Die internationale Cricket-Tour war Teil der internationalen Cricket-Saison 2008 und umfasste vier Test Matches, ein Twenty20 und fünf ODIs. Südafrika gewann die Testserie 2-1, während England die ODI-Serie 4-0 gewann. Das Twenty20 wurde nicht ausgetragen, so dass die Serie 0–0 endete.

## Vorgeschichte
Für Südafrika war es die erste Tour der Saison, England spielte zuvor gegen Neuseeland.

## Stadien
Die folgenden Stadien wurden am 4. Juli 2007 als Austragungsorte bekanntgegeben.
| Stadion                  | Stadt             | Kapazität | Spiele          |
| ------------------------ | ----------------- | --------- | --------------- |
| Edgbaston Cricket Ground | Birmingham        | 24.803    | 3. Test         |
| Sophia Gardens           | Cardiff           | 15.643    | 5. ODI          |
| Emirates Durham          | Chester-le-Street | 17.000    | 1. T20          |
| Headingley Stadium       | Leeds             | 17.500    | 2. Test; 1. ODI |
| The Oval                 | London            | 23.500    | 4. Test; 3. ODI |
| Lord’s Cricket Ground    | London            | 30.000    | 1. Test; 4. ODI |
| Trent Bridge             | Nottingham        | 15.350    | 2. ODI          |

## Kaderlisten
Südafrika benannte seinen test-Kader am 23. Mai, und seinen ODI-Kader am 5. August 2008.
England benannte seinen Test-Kader am 3. Juli 2008.
| Test | Test | ODI | ODI | Twenty20 | Twenty20 |
| England | Südafrika | England | Südafrika | England | Südafrika |
| --- | --- | --- | --- | --- | --- |
| - Michael Vaughan (K) - Tim Ambrose (wk) - James Anderson - Ian Bell - Ravi Bopara - Stuart Broad - Paul Collingwood - Alastair Cook - Andrew Flintoff - Steve Harmison - Monty Panesar - Darren Pattinson - Kevin Pietersen - Ryan Sidebottom - Andrew Strauss - Chris Tremlett | - Graeme Smith (K) - Ashwell Prince (vK) - Hashim Amla - Mark Boucher (wk) - AB de Villiers - JP Duminy - Paul Harris - Jacques Kallis - Neil McKenzie - Morné Morkel - André Nel - Makhaya Ntini - Robin Peterson - Dale Steyn - Monde Zondeki | - Kevin Pietersen (K) - James Anderson - Ian Bell - Ravi Bopara - Stuart Broad - Paul Collingwood - Alastair Cook - Andrew Flintoff - Steve Harmison - Samit Patel - Matt Prior (wk) - Owais Shah - Graeme Swann - Chris Tremlett - Luke Wright | - Jacques Kallis (K) - Hashim Amla - Johan Botha - Mark Boucher (wk) - AB de Villiers - JP Duminy - Herschelle Gibbs - Albie Morkel - Morné Morkel - André Nel - Makhaya Ntini - Justin Ontong - Vernon Philander - Dale Steyn | - Kevin Pietersen (K) - James Anderson - Ian Bell - Ravi Bopara - Stuart Broad - Paul Collingwood - Alastair Cook - Andrew Flintoff - Samit Patel - Matt Prior (wk) - Owais Shah - Ryan Sidebottom - Graeme Swann - Chris Tremlett - Luke Wright | - Graeme Smith (K) - Hashim Amla - Johan Botha - Mark Boucher (wk) - AB de Villiers - JP Duminy - Herschelle Gibbs - Jacques Kallis - Albie Morkel - Morné Morkel - André Nel - Makhaya Ntini - Justin Ontong - Vernon Philander - Dale Steyn |

## Tour Matches
| 29. Juni – 1. Juli Scorecard | Taunton | South Africans 515-3d (100) & 215-6d (58) | – | Somerset 249 (59.4) & 115-3 (34) |
|                              |         | Remis                                     |   |                                  |

| 4. – 6. Juli Scorecard | Uxbridge | South Africans 359-5d (98.3) | – | Middlesex 311-5 (79) |
|                        |          | Remis                        |   |                      |

| 25. – 27. Juli Scorecard | Worcester | South Africans 429-3d (100) & 328-4d (90.2) | – | Bangladesch A 121 (41) & 97-2 (27) |
|                          |           | Remis                                       |   |                                    |

| 13. August Scorecard | Wormsley Park | South Africans 181-4 (20)          | – | PCA Masters XI 158-8 (20) |
|                      |               | South Africans gewinnt mit 23 Runs |   |                           |

| 14. August Scorecard | Leicester | England Lions 184 (46.5)             | – | South Africans 185-6 (38.4) |
|                      |           | South Africans gewinnt mit 4 Wickets |   |                             |

| 15. August Scorecard | Derby | South Africans 209-5 (50)           | – | England Lions 210-4 (41.2) |
|                      |       | England Lions gewinnt mit 6 Wickets |   |                            |

### ODI in Schottland
| 18. August Scorecard | Edinburgh | Schottland 156-9 (44/44) | – | England 10-0 (2.3/44) |
|                      |           | No Result                |   |                       |

## Tests

### Erster Test in London (Lord’s)
| 10. – 14. Juli Scorecard | London (Lord’s) | England 593-8d (156.2) | – | Südafrika 247 (93.3) & 393-3d (167) (f/o) |
|                          |                 | Remis                  |   |                                           |

### Zweiter Test in Leeds
| 18. – 22. Juli Scorecard | Leeds | England 203 (52.3) & 327 (107)   | – | Südafrika 522 (176.2) & 9-0 (1.1) |
|                          |       | Südafrika gewinnt mit 10 Wickets |   |                                   |

### Dritter Test in Birmingham
| 30. Juli – 5. August Scorecard | Birmingham | England 231 (77) & 363 (98.2)   | – | Südafrika 314 (90.2) & 283-5 (80) |
|                                |            | Südafrika gewinnt mit 5 Wickets |   |                                   |

### Vierter Test in London (Oval)
| 7. – 11. August Scorecard | London (Oval) | Südafrika 194 (64.5) & 318 (99.2) | – | England 316 (95.2) & 198-4 (52.4) |
|                           |               | England gewinnt mit 6 Wickets     |   |                                   |

## Twenty20 International in Chester-le-Street
| 20. August Scorecard | Chester-le-Street | Südafrika | – | England |
|                      |                   | Abgesagt  |   |         |

## One-Day Internationals

### Erstes ODI in Leeds
| 22. August Scorecard | Leeds | England 275-4 (50)          | – | Südafrika 255 (49.4) |
|                      |       | England gewinnt mit 20 Runs |   |                      |

### Zweites ODI in Nottingham
| 26. August Scorecard | Nottingham | Südafrika 83 (23)              | – | England 85-0 (14.1) |
|                      |            | England gewinnt mit 10 Wickets |   |                     |

### Drittes ODI in London (Oval)
| 29. August Scorecard | London (Oval) | England 296-7 (50)           | – | Südafrika 170 (42.4) |
|                      |               | England gewinnt mit 126 Runs |   |                      |

### Viertes ODI in London (Lord’s)
| 31. August Scorecard | London (Lord’s) | Südafrika 183-6 (32.1)                     | – | England 137-3 (17.4) |
|                      |                 | England gewinnt mit 7 Wickets (D/L method) |   |                      |

### Fünftes ODI in Cardiff
| 3. September Scorecard | Cardiff | Südafrika 6-1 (3) | – | England |
|                        |         | No Result         |   |         |

## Statistiken
Die folgenden Cricketstatistiken wurden bei dieser Tour erzielt.
| Tests           | Tests      | Tests   | Tests   | Tests   | Tests   | Tests   | Tests   | Tests   |
| Batting         | Batting    | Batting | Batting | Batting | Batting | Batting | Batting | Batting |
| Spieler         | Mannschaft | Spiele  | Innings | Runs    | Average | HS      | 100s    | 50s     |
| --------------- | ---------- | ------- | ------- | ------- | ------- | ------- | ------- | ------- |
| Kevin Pietersen | England    | 4       | 7       | 421     | 60,14   | 152     | 2       | 1       |
| AB de Villiers  | Südafrika  | 4       | 6       | 384     | 64,00   | 174     | 1       | 1       |
| Graeme Smith    | Südafrika  | 4       | 8       | 369     | 61,50   | 154*    | 2       | 0       |
| Neil McKenzie   | Südafrika  | 4       | 8       | 339     | 48,42   | 138     | 1       | 1       |
| Ian Bell        | England    | 4       | 7       | 332     | 47,42   | 199     | 1       | 1       |
| Bowling         |            |         |         |         |         |         |         |         |
| Spieler         | Mannschaft | Spiele  | Overs   | Wickets | Average | BBI     | 5W      | 10W     |
| Morné Morkel    | Südafrika  | 4       | 140.2   | 15      | 33,46   | 4/52    | 0       | 0       |
| James Anderson  | England    | 4       | 173.2   | 15      | 33,93   | 3/42    | 0       | 0       |
| Makhaya Ntini   | Südafrika  | 4       | 140     | 14      | 37,21   | 5/94    | 1       | 0       |
| Monty Panesar   | England    | 4       | 175.1   | 13      | 31,69   | 4/74    | 0       | 0       |
| Jacques Kallis  | Südafrika  | 4       | 96      | 10      | 29,50   | 3/31    | 0       | 0       |

| ODIs             | ODIs       | ODIs    | ODIs    | ODIs    | ODIs    | ODIs    | ODIs    | ODIs    |
| Batting          | Batting    | Batting | Batting | Batting | Batting | Batting | Batting | Batting |
| Spieler          | Mannschaft | Spiele  | Innings | Runs    | Average | HS      | 100s    | 50s     |
| ---------------- | ---------- | ------- | ------- | ------- | ------- | ------- | ------- | ------- |
| Andrew Flintoff  | England    | 5       | 3       | 187     | 187,00  | 78*     | 0       | 2       |
| Ian Bell         | England    | 5       | 4       | 149     | 49,66   | 73      | 0       | 1       |
| Herschelle Gibbs | Südafrika  | 5       | 5       | 136     | 27,20   | 74      | 0       | 1       |
| Kevin Pietersen  | England    | 5       | 3       | 135     | 67,50   | 90*     | 0       | 1       |
| Matt Prior       | England    | 5       | 4       | 120     | 40,00   | 45*     | 0       | 0       |
| Bowling          |            |         |         |         |         |         |         |         |
| Spieler          | Mannschaft | Spiele  | Overs   | Wickets | Average | BBI     | 5W      | 10W     |
| Andrew Flintoff  | England    | 5       | 30.4    | 10      | 12,90   | 3/21    | 0       | 0       |
| Stuart Broad     | England    | 5       | 33.1    | 8       | 18,12   | 5/23    | 1       | 0       |
| Samit Patel      | England    | 5       | 26.4    | 7       | 16,71   | 5/41    | 1       | 0       |
| Steve Harmison   | England    | 5       | 24      | 5       | 22,00   | 2/4     | 0       | 0       |
| Jacques Kallis   | Südafrika  | 5       | 14      | 4       | 22,75   | 2/25    | 0       | 0       |
| Johan Botha      | Südafrika  | 5       | 19      | 4       | 23,25   | 2/35    | 0       | 0       |

## Player of the Series
Als Player of the Series wurden die folgenden Spieler ausgezeichnet.
| Serie | Player of the Series         |
| ----- | ---------------------------- |
| Test  | Kevin Pietersen Graeme Smith |
| ODI   | Andrew Flintoff              |

### Player of the Match
Als Player of the Match wurden die folgenden Spieler ausgezeichnet.
| Spiel   | Player of the Match |
| ------- | ------------------- |
| 1. Test | Ian Bell            |
| 2. Test | Ashwell Prince      |
| 3. Test | Graeme Smith        |
| 4. Test | Kevin Pietersen     |
| 1. ODI  | Kevin Pietersen     |
| 2. ODI  | Stuart Broad        |
| 3. ODI  | Samit Patel         |
| 4. ODI  | Andrew Flintoff     |